# Antônio de Jesus Dias
Antônio de Jesus Dias (Anápolis, 28 de janeiro de 1942 — Goiânia, 3 de setembro de 2020) foi um pastor evangélico e político brasileiro que foi deputado estadual e federal por Goiás.

## Vida pessoal
Se formou no ano de 1979 em psicologia pela Universidade Católica de Goiânia
Tentou reeleger-se em 1998, não conseguindo sucesso no pleito acabou se distanciando da vida política. Tornou-se pastor evangélico da Assembleia de Deus e também professor universitário. Casou-se com Neli da Silva Dias, tendo quatro filhos.Após ficar viúvo , casou-se com a pastora Simone Rodrigues V. M. de Jesus Dias, com a qual teve mais três filhos: Alisson, Mary Hellen e Anna Kevyllen.

## Vida parlamentar
No ano de 1978, pela legenda do partido sustentador da Ditadura Militar brasileira (ARENA), tentou uma vaga na assembleia legislativa, obtendo uma suplência. Após a fragmentação do bipartidarismo em 1979, entrou para o Partido Democrático Social, uma extensão da então extinta ARENA. Pouco tempo depois, acabou se filiando ao Partido Democrático Brasileiro (PMDB). Fruto de uma boa relação com o, na época, ex-governador Íris Resende, foi nomeado para o cargo de subchefe do gabinete do governador Ari Valadão (1979-1983). Acabou, no ano seguinte, deixando o cargo para assumir a direção da Fundação do Bem-estar do Menor (Febem).
No ano de 1986 foi eleito deputado federal constituinte pela legenda do PMDB. Nas principais pautas propostas no período, Antonio de Jesus Dias, se mostrou favorável ao rompimento diplomático com países que detinham políticas raciais descriminatórias. Foi favorável ao mandato de cinco anos para o então presidente José Sarney, esse que assumiu a presidência da república devido ao falecimento de Tancredo Neves. Foi contra à limitação do direito de propriedade. Se manifestou ainda contra a pena de morte, a estatização do sistema financeiro e o aborto.
Em 1990, novamente pelo PMDB, pleiteou a reeleição obtendo uma suplência. Assumiu, como Suplente, o mandato de Deputado Federal, na Legislatura 1991-1995, de 18 de março de 1991 a 25 de maio de 1993, em virtude do licenciamento do Deputado Naphtali Alves de Souza, e a partir de 2 de janeiro de 1995, em virtude do licenciamento do Deputado Virmondes Cruvinel. No ano de 1992, votou a favor da abertura do processo de impeachment contra o ex-presidente Fernando Collor de Melo, esse que na época estava sendo acusado de estar envolvido em um escândalo de corrupção com o ex-tesoureiro do próprio partido. No pleito de 1998, pleiteou mais uma vez uma cadeira no poder legislativo brasileiro, não obtendo sucesso.

## Curiosidades
Foi o primeiro deputado federal a ler a Bíblia em uma sessão.

## Morte
Morreu em 3 de setembro de 2020, aos 78 anos, de complicações da COVID-19.